# Chlamys textoria
Chlamys (Chlamys) textoria, Chlamys textorius, Pectinites textorius
Espèce
Synonymes
- Pectinites textorius Schlotheim, 1820
- Chlamys (Chlamys) textoria
- Chlamys textorius

Chlamys textoria est une espèce fossile de Mollusques Bivalves marins du Jurassique (Bajocien).

## Systématique
L'espèce Chlamys textoria a été décrite pour la première fois en 1820 par le paléontologue allemand Ernst Friedrich von Schlotheim (1764-1832) sous le protonyme Pectinites textorius.

### Opinions
L'appartenance de l'espèce Chlamys textoria au genre Chlamys a été accordée/confirmée par « l'opinion » de S. E. Damborenea en 2002,, ainsi que par M. Aberhan en 1998 et I. Lazar en 2005.

### Publication originale
- (de) E. F. Baron von Schlotheim, Die Petrefactenkunde auf ihrem jetzigen Standpunkte durch die Beschreibung seiner Sammlung versteinerter und fossiler Überreste des Thier-und pflanzenreichs der Vorwelt erläutert, Gotha, 1820, 437 p. (OCLC 54259241, lire en ligne). .